# Acacia ogadensis
Acacia ogadensis é uma espécie de leguminosa do gênero Acacia, pertencente à família Fabaceae.